# Régis Delépine
Régis Delépine é um antigo ciclista francês, nascido o 22 de dezembro de 1946 na Bohalle.
Foi profissional de 1970 a 1980 onde ganhou uma etapa do Tour de França de 1977 e a Bordeús-Paris em 1974 entre outras corridas. Pôs fim a sua carreira desportiva em 1980.

## Palmarés
| 1969 - 1 etapa do Tour do Porvenir 1972 - 1 etapa da Dauphiné Libéré 1973 - Paris-Camembert - 1 etapa do Tour d'Indre-et-Loire 1974 - Bordeús-Paris (ex-equo com Herman Van Springel) - 1 etapa do Tour d'Indre-et-Loire 1975 - Circuit de l'Indre | 1976 - 1 etapa do Tour do Mediterrâneo - 2 etapas do Circuito da Sarthe 1977 - 1 etapa do Tour de France - Paris-Bourges 1980 - Circuit de l'Indre - 1 etapa do Tour de l'Oise |

## Resultados nas grandes voltas
| Corrida            | 1970 | 1971 | 1972 | 1973 | 1974 | 1975 | 1976 | 1977 | 1978 | 1979 | 1980 |
| ------------------ | ---- | ---- | ---- | ---- | ---- | ---- | ---- | ---- | ---- | ---- | ---- |
| Giro de Itália     | -    | -    | -    | -    | -    | -    | -    | -    | -    | -    | -    |
| Tour de France     | Ab.  | Ab.  | 76º  | 82º  | 101º | 77º  | -    | Ab.  | 76º  | -    | -    |
| Volta a Espanha    | -    | Ab.  | -    | -    | -    | -    | -    | -    | -    | -    | -    |
| Mundial em Estrada | -    | -    | -    | -    | -    | -    | -    | -    | -    | -    | -    |

-: não participa
Ab.: abandono